# Mariano I de Logudoro
Mariano I (m. depois de 18 de março de 1082) foi Juíz-Rei de Logudoro (Torres) entre 1073, quando é mencionado pela primeira vez depois do seu avô (ou pai), Torquitório Barisão de Lacon Gunale, até 1082, data da última referência da sua existência. Terá vivido no século XI e possivelmente também no século XII. 
O seu reinado é obscuro e o próximo juíz mencionado é o seu filho Constantino I, em 1112, mas atribuir 39 anos de reinado a Mariano pareceu desnecessário, sendo mais provável a existência de outros juízes entre pai e filho.
Em 1147, o neto de Mariano Gonário II, fez uma doação de prata à Abadia de Montecassino, citando o seu pai e avô, como doadores anteriores. Talvez este Mariano seja mencionado como avô de Gonário seja diferente daquele que recebeu, em 1073, uma carta do Papa Gregório VII. A Cronaca sarda faz de Mariano filho de André Tanca. A sua identidade exata e relações permanecem em discussão. 
Para além da doação a Montecassino, Mariano beneficiou as igrejas loacia e pagou uma quantia anual ao Papado. Era ainda aliado da República de Pisa, na sua guerra com Génova.